# Smilax outanscianensis
Smilax outanscianensis är en enhjärtbladig växtart som beskrevs av Renato Pampanini. Smilax outanscianensis ingår i släktet Smilax och familjen Smilacaceae. Inga underarter finns listade.